# Maison Française de Oxford

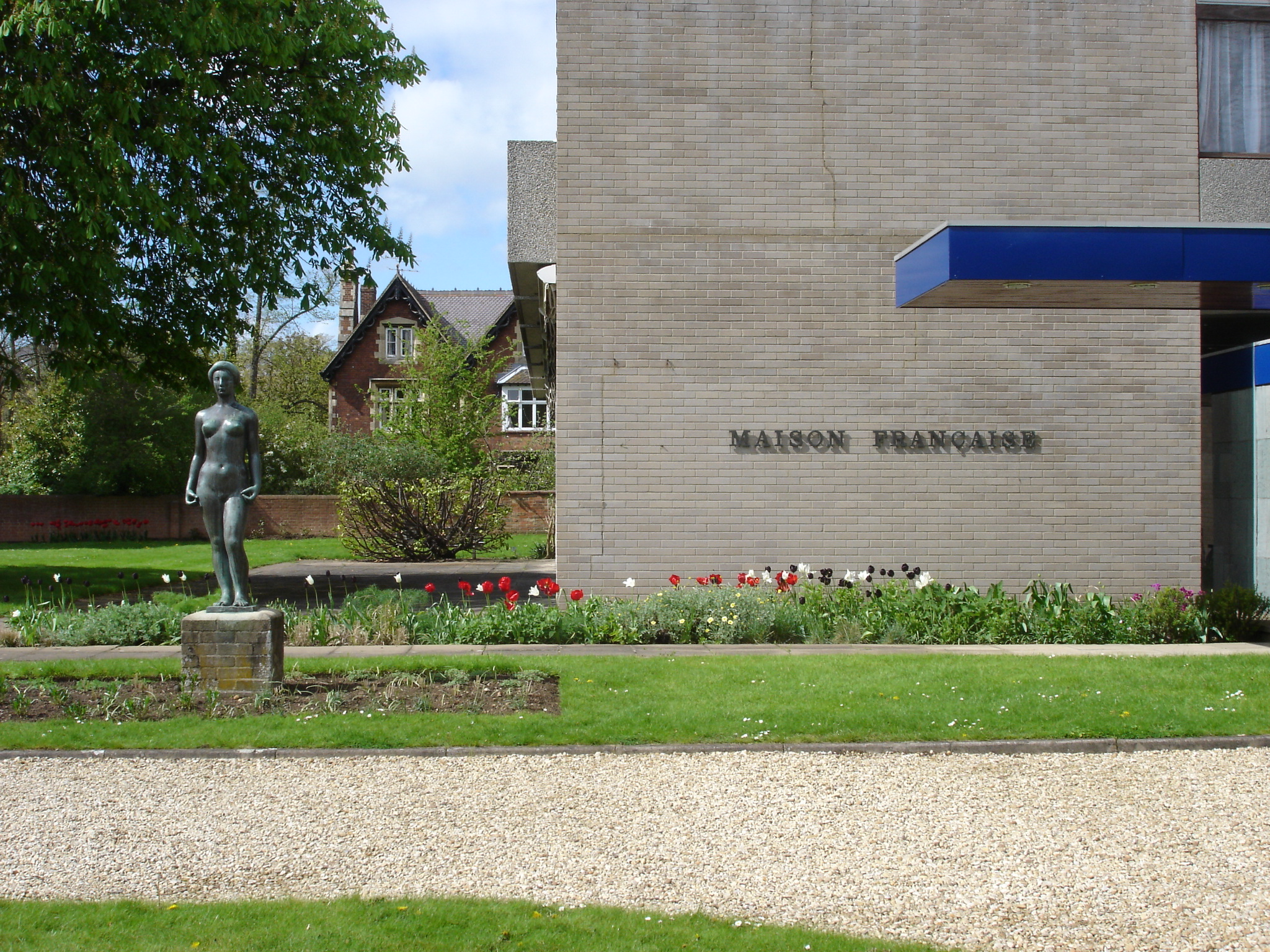
El edificio de la Maison Francaise de Oxford

La Maison Francaise de Oxford (MFO) es un centro de investigación localizado en Oxford perteneciente al Instituto para las Humanidades y Ciencias Sociales (INSHS) del Centro Nacional para la Investigación Científica de Francia, CNRS, de la República francesa. 

## Historia
La Maison Française de Oxford fue fundada a finales de la Segunda Guerra Mundial, en 1946, por interés conjunto de las Universidades de París y Oxford. Con el apoyo de la Cancillería de las Universidades de París, que mantiene estrechos vínculos con las universidades francesas y los otros institutos de enseñanza superior franceses. 
Asociado a la Universidad de Oxford, es un centro de colaboraciones académicas franco-británica. 
Como miembro de la red de institutos de investigación establecidas en el extranjero por el Ministerio francés de Asuntos Europeos y Exteriores (www.ifre.fr) y el Centro Nacional de Investigación Científica (CNRS), el MFO se ha convertido en un centro de investigación del Instituto para la Humanidades y Ciencias Sociales (INSHS) del CNRS. Desarrolla programas de investigación con instituciones académicas de la Universidad de Oxford y otras universidades británicas.
El apoyo que el Reino Unido había proporcionado a los franceses libres provocó un deseo de consolidar los vínculos entre los dos lados del Canal, tanto cultural como a nivel académico. 
El arqueólogo Claude Schaeffer (1898-1982),a cargo del sitio de Ugarit, en Siria, futuro profesor en el Colegio de Francia, y que era también oficial en la Marina Real (Royal Navy) y miembro de la Universidad de Saint John fue quien tomó la iniciativa en las negociaciones que condujeron a la creación de esta nueva institución. 
Otra figura importante fue elegida para ayudar a su creación y que velará por la misma en los primeros años de su vida fue Henri Fluchère, reconocido académico, traductor de T.S. Eliot, especialista de William Shakespeare, también conocido por su participación en la Resistencia francesa. Bajo su guía, la Maison Française, creada a principios del año escolar de 1946, estuvo al principio en el 29 Beaumont Street, cerca del Museo Ashmolean. Al final del primer año, la institución se trasladó al 72 Woodstock Road.
El nombre de "Maison Française" fue elegido en referencia a los pabellones de la Ciudad Universitaria Internacional que se inauguró en París en 1925 con los mismos ideales de colaboración. 
La misión de la Maison Française era constituir un nuevo tipo de institución, para promover el intercambio académico, científico y cultural bajo la responsabilidad compartida del Ministerio de Asuntos Exteriores francés y de las Universidades de París y Oxford. Los aspectos materiales de la estructura fueron a depender del Ministerio francés de Asuntos Exteriores, un "comité de gestión" con sede en París sería llevar a cabo la supervisión efectiva de las actividades.
Los esfuerzos se centraron en la creación de una biblioteca con una importante colección, con numerosas suscripciones a publicaciones periódicas, con el objetivo de proporcionar tanto un espacio de trabajo para los estudiantes y un escaparate de la producción contemporánea intelectual francesa. 
También se organizaron una serie de conferencias y debates donde participaron figuras literarias y científicas francesas - como Albert Camus, François Mauriac, Maurice Merleau-Ponty o Jacques Lacan, que vinieron a presentar sus investigaciones e intercambiar conocimientos con sus homólogos británicos.
Por último, y sin llegar a ser un colegio universitario, la institución se convirtió en el hogar de un grupo de residentes permanentes.
En 1959 se presentó la oportunidad de que el gobierno francés adquiriese seis parcelas pertenecientes a la universidad de Saint John, en un sector residencial no muy lejos de los parques de la Universidad, con la posibilidad de construir un edificio apropiado. La operación se cerró y los arquitectos hicieron el actual edificio de la MFO, en  Woodstock Road. Con una estética decididamente funcional, el edificio alberga las oficinas administrativas, salas de conferencias y de recepción, una biblioteca y espacios de trabajo, así como una docena de habitaciones de arriba para los residentes.
Hoy en día, la Maison Française es una institución única, con dependencia del Ministerio de Asuntos Exteriores, de la Universidad de París, y vinculada estrechamente a la Universidad de Oxford. 
En la actualidad también cuenta con un centro de investigación del CNRS y reúne a equipos de investigadores que trabajan en diferentes áreas. Esto ha contribuido sustancialmente a la renovación de la institución, a su organización y su reputación.